# Sarcófago de Cerveteri

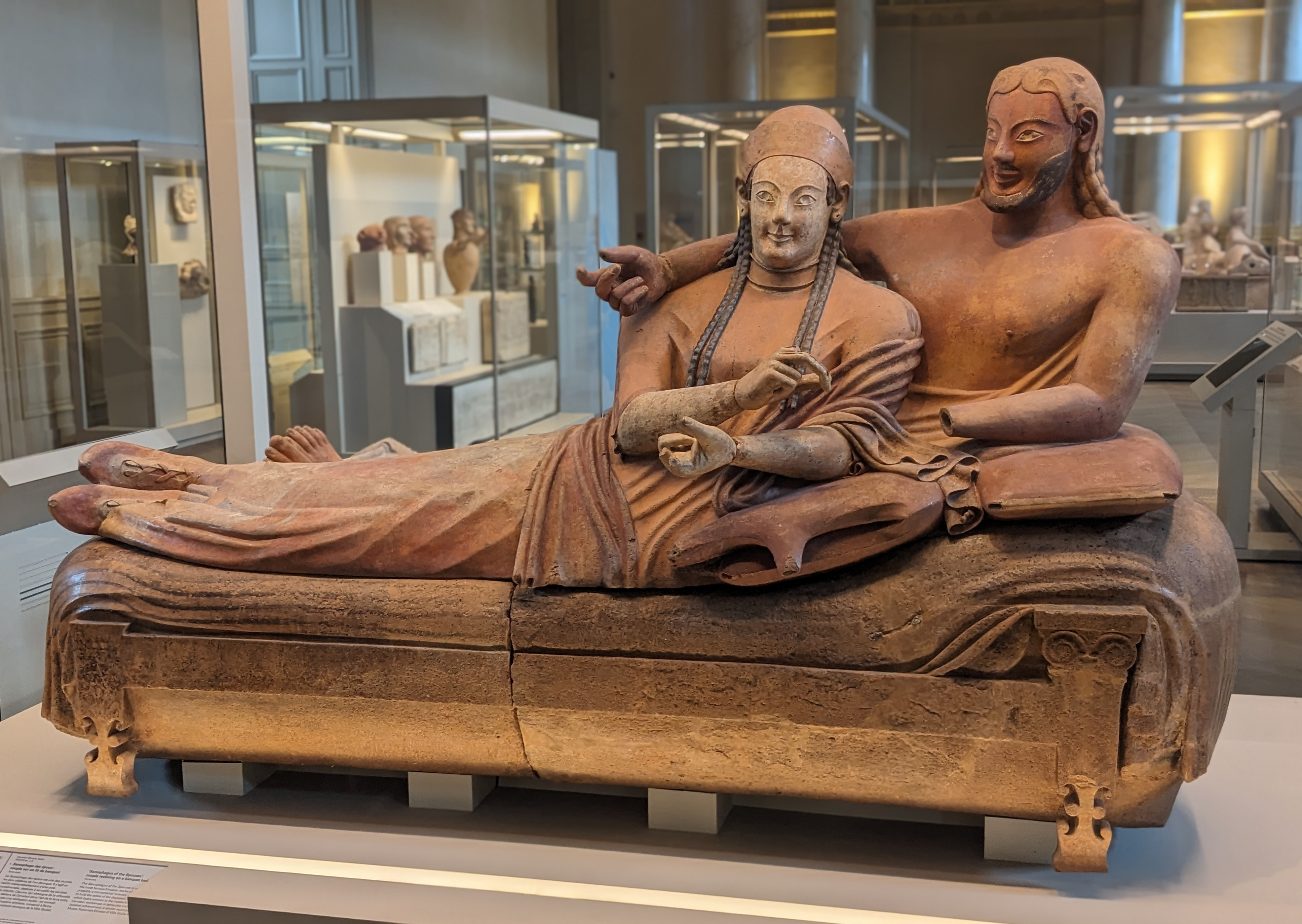
Vista completa.

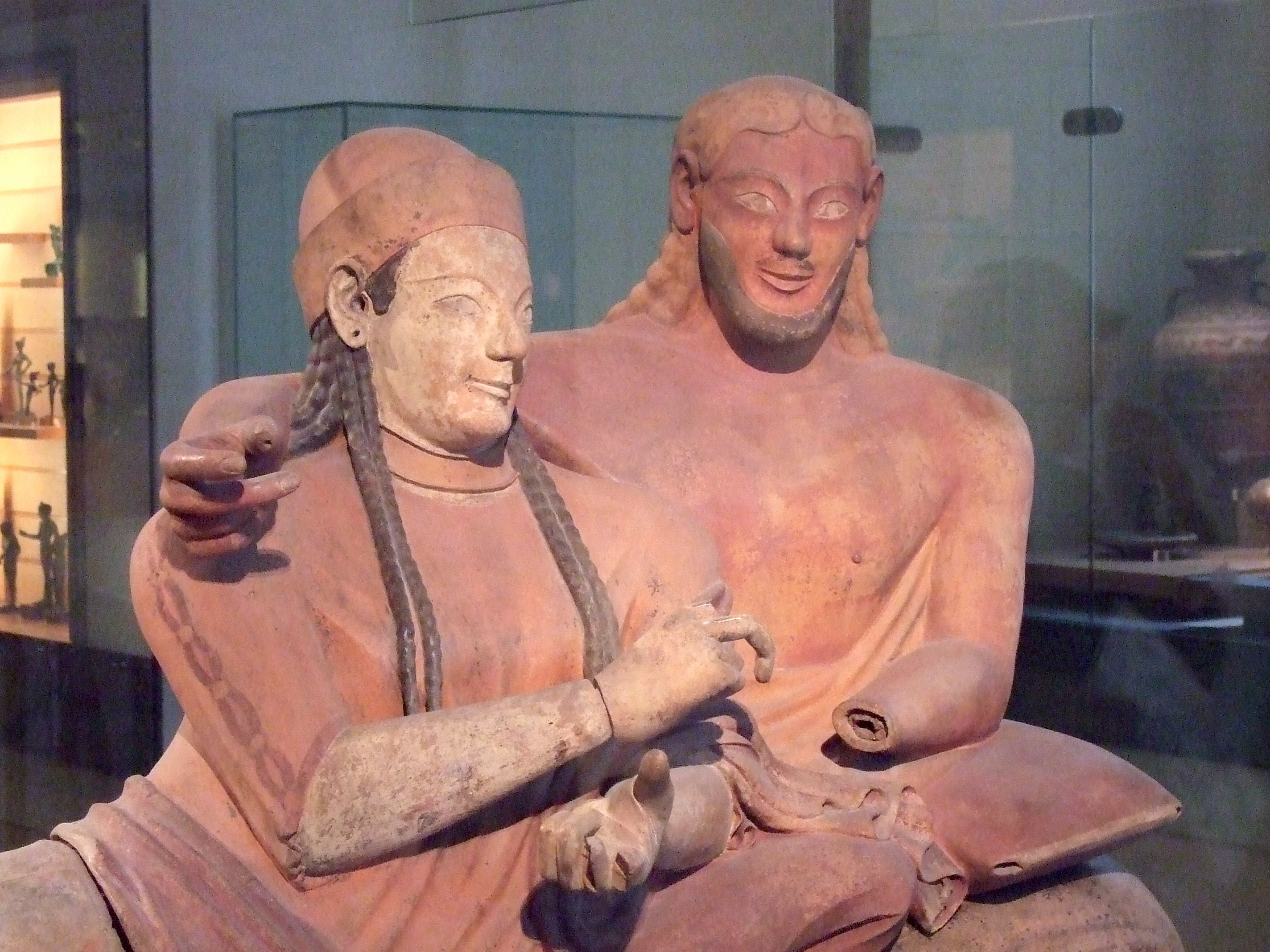
Detalle de los bustos.

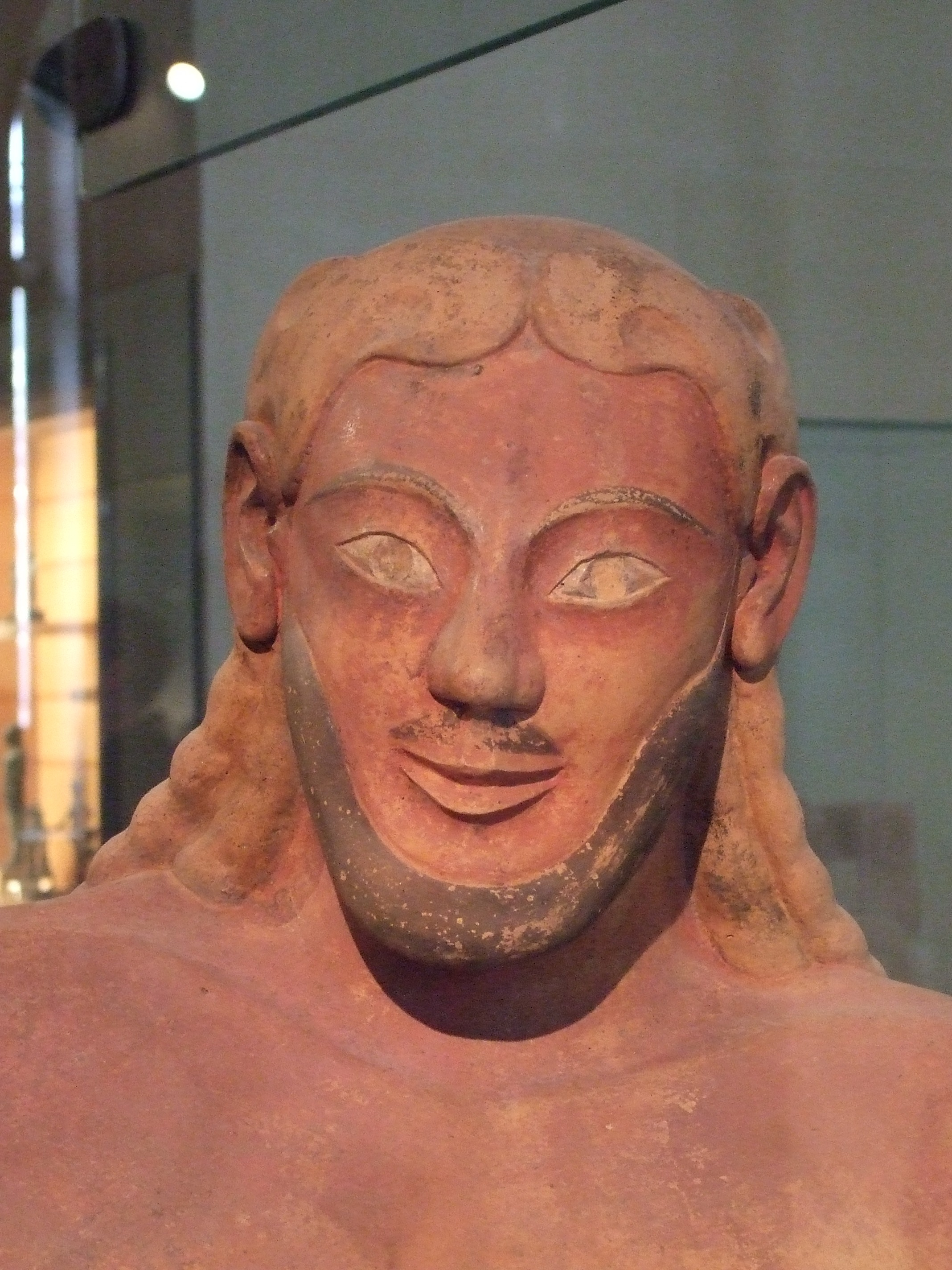
Detalle de la cabeza del hombre.

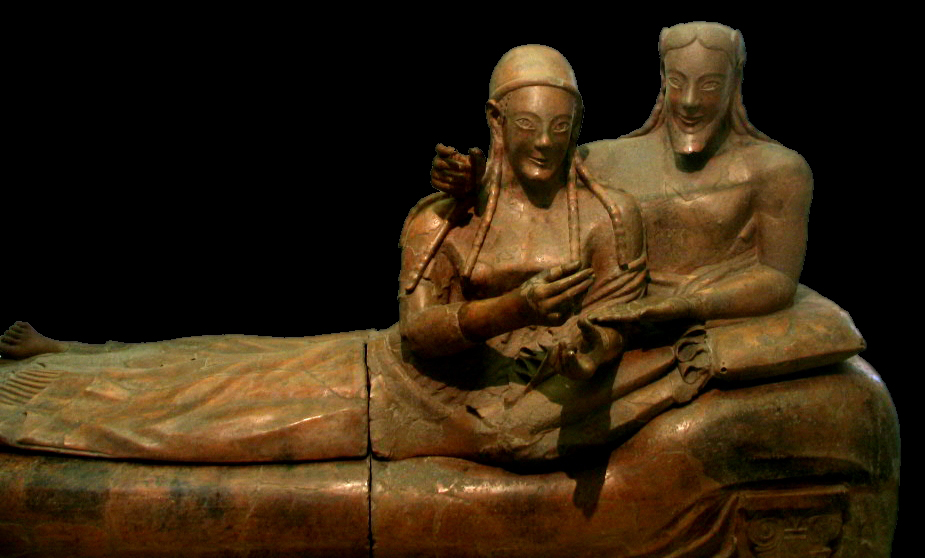
Sarcófago de los esposos en el Museo Nacional Etrusco de Villa Julia, en Roma.

El sarcófago de Cerveteri (no confundir con el Sarcófago de los esposos), es una urna funeraria monumental etrusca de terracota (originalmente polícroma) que se conserva en el Museo del Louvre, en París. Representa a dos esposos recostados en posición para un banquete.

## Historia
Esta pieza etrusca, del tipo «sarcófago de los esposos», del que existen diversos ejemplares, fue realizada en Caere hacia el año 520 a. C. Fueron todos descubiertos en la necrópolis de Banditaccia en Cerveteri, en el Lacio, hacia 1850 por el marqués Giampietro Campana.
El ejemplar del Museo del Louvre se encontraba en 1845 en la antigua colección Campana, siendo adquirido por Napoleón III de Francia en 1861 para el Museo del Louvre.

## Descripción
Este tipo de urna funeraria se adapta a las tradiciones etruscas asociadas a su culto a los muertos: esta urna doble para dos difuntos tiene forma de jarrón y una tapa, sobre la que se representa una escultura de los difuntos en posición de banquete, recostados sobre un triclinio, vivos, sonrientes, el marido con el codo izquierdo apoyado sobre odres de vino, las piernas arropadas en un largo manto. El colchón del triclinio originalmente estaba pintado a rayas de varios colores. La esposa vierte un ungüento perfumado en la mano de su esposo, que la rodea con el otro brazo por el hombro. La mano extendida del varón se ha perdido en el ejemplar del Louvre, pero la conserva la versión del Museo Nacional Etrusco en Villa Julia, Roma, permitiendo reconstruir el gesto.
La primera particularidad de esta obra es su inusual gran talla, 1,11 m x 0,69 m x 1,94 m, que llevó a su descubridor a darle inicialmente el nombre de sarcófago. Otra urna funeraria del mismo tipo, «sarcófago de los esposos», de dimensiones más reducidas, altura 56 cm, anchura 28 cm, profundidad 58 cm, ha sido descubierta en el mismo sitio.
La escultura también expone la importancia de la mujer en la sociedad etrusca, traducida aquí en las proporciones y la pose similar a la de su esposo.

## Análisis
El sarcófago es una prueba formal de una estética etrusca particular y original, en la que el simbolismo se impone sobre la estricta representación proporcionada del cuerpo humano: la intimidad de la relación conyugal se traduce en una diferencia de alturas de los cuerpos, que se mantienen próximos, y se funden luego en la parte inferior de la obra, «en un largo arabesco que se va aplanando».
La obra demuestra la capacidad de los talleres etruscos para ejecutar encargos de gran escala, que luego podían replicarse en numerosas piezas para aristócratas adinerados. De hecho, se conservan numerosas réplicas pequeñas, todas con el mismo tema iconográfico. Las piezas más económicas son más sencillas, menos refinadas y elaboradas, pero revelan claramente la influencia griega en el arte etrusco arcaico en los rasgos faciales.
El sarcófago de Cerveteri fue restaurado en octubre de 2013 y posteriormente expuesto de diciembre de 2013 a abril de 2014 en la exposición Los etruscos y el Mediterráneo.